# 이완 (1579년)

이완(李莞, 1579년 4월 11일~1627년 1월 14)은 조선의 무신이다. 본관은 덕수(德水), 자는 열보(悅甫) 시호는 강민(剛愍)이다.  선조 32년(1599) 기해년 무과. 충신 증자헌대부병조판서겸지의금부사행가선대부의주부윤의주진병마첨절제사(忠臣贈資憲大夫兵曹判書兼知義禁府事行嘉善大夫義州府尹義州鎭兵馬僉節制使). 증조부는 선교랑 평시서 봉사를 지낸 이백록(李百祿), 조부는 증 좌의정 덕연부원군(德淵府院君) 이정(李貞)이며, 참판공 이희신(李羲臣)의 아들로 충무공 이순신(李舜臣)의 조카이자 병사공 이봉(李菶)의 종형제이다.

## 생애
14세인 선조 25년(1592) 임진왜란이 발발하자 이순신 휘하에서 종군하였고, 19세인 선조 31년(1598) 11월 노량해전에서 이순신이 적의 탄환을 맞아『전방급신물언아사(戰方急 愼勿言我死)』를 남기고 전사하자 종형제인 이회(李薈)와 이 사실을 알리지 않고 독전하여 대승을 거두었다.
선조 32년(1599) 기해년 무과 별시에 을과 14위로 급제, 오위도총부 도사(都事)가 되고, 선조 37년(1604) 남포현감, 광해군 10년(1618) 평양중군과 백령도 첨사를 거쳐 인조 1년(1623) 갑자년 충청병마절도사에 올랐다. 인조 2년(1624) 이괄(李适)의 난이 일어나자 휘하 군사를 인솔, 호현 어귀에 진을 치고 이천으로 도망치는 이괄의 난군을 평정한 공으로 가선대부(嘉善大夫)에 가자 되었다. 인조 2년(1624) 의주부윤이 되었는데 인조 3년(1625) 명나라 장수 모문룡(毛文龍)의 군사들이 마을에서 행패를 부리자 부장 한명을 곤장으로 때려 문제가 되어 자급(資級)이 한등급 강등되었다. 인조 5년(1627) 음력 1월 13일 정묘호란이 일어나 후금의 군사들이 의주를 침범하여 포위하였을 때 중과부적으로 패하고 부상을 당하여 싸울수 없게 되자 “군기는 적에게 내 줄 수 없다.”라고 하면서 군기고에 불을 지르고 종형제 이신(李藎)과 함께 향년 49세에 분사(焚死)하였다.
숙종 30년(1704) 충신 명령이 내려지고 자헌대부 병조판서겸지의금부에 추증되었으며, 영조 2년(1726) 아산 현충사에 추가 배향되었다.
배위는 정부인 파평윤씨이며 윤희(파산부원군 윤지임의 5세손)의 따님으로 선조 14년(1581) 신사에 태어나고 현종 원년(1660) 10월 20일 별세하였다. 
슬하에 자녀가 없어 이완(李莞)의 종형제인 이봉(李菶, 율리공 이요신의 장남)의 차남 이지연(李之衍)이 양자로 입적하여 후사없이 전사한 강민공 이완의 대를 이었다.
묘소와 정려는 경기도 용인시 수지면 고기리 도덕동에 있다.

## 평가
품계는 가선대부로 관직은 의주부윤겸의주진관병마절제사(義州府尹 兼義州鎮管兵馬節制使)을 역임하여 충무공 이순신 집안에서 가선대부 경상도 병마절도사 평안도 병마절도사  포도대장 삼척포첨사를 역임한 종형제 이봉(李菶)과 함께 무관으로 가장 명망이 높았다.
임진왜란에서는 숙부인 충무공 이순신(李舜臣) 휘하에서 종군하였으며 노량해전, 이괄의 난 등에 참전하여 공을 세운 바 무관으로서의 자질과 용맹함을 갖춘 위인이다.
임진왜란 그리고 충무공 이순신(李舜臣)의 마지막 전투이기도 한 노량해전에서 충무공 이순신(李舜臣)은 가문의 절손 위험에도 불구하고 대장선에 아들과 조카들을 승선시켜 전투에 임하였는데 기록 상 확인 가능한 인물은 장자인 이회(李薈), 차남인 이예(李䓲), 첫째 형 이희신(李羲臣)의 아들인 이완(李莞)이다. 또한 둘째 형인 이요신(李堯臣)의 아들인 이봉(李菶)과 이해(李荄)가 전쟁 후 선무원종공신에 녹훈(1605)된 것으로 보아 각종 전투에 함께 하였음을 추측할 수 있다.
```
이원익이 말하였다. "소신이 보아하니 고 통제사 이순신 같은 사람은 얻기 어렵습니다. 지금에는 이순신 같은 자를 보지 못하였습니다." 상께서 말씀하셨다. "왜란 때에는 오직 이순신 한 사람만이 있었을 따름이다." 이원익이 말하였다. "이순신의 아들 이예(䓲)가 지금 충훈부 도사로 있는데, 그도 얻기 어려운 인물입니다. 왜란 때에 이순신이 죽게 되자 이예가 그를 부둥켜안고 흐느꼈는데, 이순신이 
적과 대치하고 있으니 죽음을 알리지 말라
 운운하였습니다. 그러자 예는 죽음을 알리지 않고 여느 때처럼 전투를 독려하였습니다."
```

난후잡록과 징비록의 강민공(剛愍公) 이완(李莞)의 활약상은 다음과 같다.
```
이순신은 몸소 날아오는 화살과 돌을 무릅쓰고 힘껏 싸웠는데, 유탄이 그의 가슴을 뚫고 등 뒤로 나가고 말았다. 좌우에서 부축하여 장막 안으로 들어가니, 이순신이 이르기를 "전투가 한창 급하니 절대 내가 죽었다는 말을 하지 마라!"하며 말을 마치자 숨을 거두었다. 이순신의 조카 
이완
(李莞)은 평소 담력과 국량이 있는 인물이었다. 이순신의 죽음을 숨긴 채 이순신의 명령대로 더욱 급히 전투를 독려하니 군중 병사들은 그의 죽음을 알지 못했다. 진린이 탄 배가 적병에게 포위된 것을 보고 
이완
(李莞)이 군사를 지휘하여 구원하니 적선이 흩어져 물러갔다. 진린은 이순신에게 사람을 보내 자기를 구원해준 것을 사례했는데, 그때 비로소 이순신이 죽었다는 말을 듣고 의자에서 땅 위로 몸을 던지면서 "나는 노야께서 생시에 오셔서 나를 구원한 줄 알았는데, 어찌하여 돌아가셨습니까!"하고 가슴을 치며 통곡했다.(중략) 우리 군대와 명나라 군대는 이순신이 죽었다는 소식을 듣고, 군영마다 곡소리가 이어졌으며 마치 제 어버이의 죽음처럼 통곡을 했다."
```

선조 31년(1598) 11월 1일 선조수정실록의 강민공 이완(李莞)의 활약상은 다음과 같다.
```
유정(劉綎)이 순천(順天)의 적영(賊營)을 다시 공격하고, 통제사(統制使) 이순신(李舜臣)이 수군을 거느리고 그들의 구원병을 크게 패퇴시켰는데 순신은 그 전투에서 전사하였다. 이때에 행장(行長)이 순천 왜교(倭橋)에다 성을 쌓고 굳게 지키면서 물러가지 않자 유정이 다시 진공하고, 순신은 진인(陳璘)과 해구(海口)를 막고 압박하였다. 행장이 사천(泗川)의 적 심안돈오(沈安頓吾)에게 후원을 요청하니, 돈오가 바닷길로 와서 구원하므로 순신이 진격하여 대파하였는데, 적선(賊船) 2백여 척을 불태웠고 죽이고 노획한 것이 무수하였다. 남해(南海) 경계까지 추격해 순신이 몸소 시석(矢石)을 무릅쓰고 힘껏 싸우다 날아온 탄환에 가슴을 맞았다. 좌우(左右)가 부축하여 장막 속으로 들어가니, 순신이 말하기를 ‘싸움이 지금 한창 급하니 조심하여 내가 죽었다는 말을 하지 말라.’ 하고, 말을 마치자 절명하였다. 순신의 형의 아들인 
이완
(李莞)이 그의 죽음을 숨기고 순신의 명령으로 더욱 급하게 싸움을 독려하니, 군중에서는 알지 못하였다. 진인이 탄 배가 적에게 포위되자 완은 그의 군사를 지휘해 구원하니, 적이 흩어져 갔다. 진인이 순신에게 사람을 보내 자기를 구해 준 것을 사례(謝禮)하다 비로소 그의 죽음을 듣고는 놀라 의자에서 떨어져 가슴을 치며 크게 통곡하였고, 우리 군사와 중국 군사들이 순신의 죽음을 듣고는 병영(兵營)마다 통곡하였다. 그의 운구 행렬이 이르는 곳마다 백성들이 모두 제사를 지내고 수레를 붙잡고 울어 수레가 앞으로 나갈 수가 없었다. 조정에서 우의정(右議政)을 추증했고, 바닷가 사람들이 자진하여 사우(祠宇)를 짓고 충민사(忠愍祠)라 불렀다.
```

강민공 이완(李莞)은 선조 32년(1599) 기해년 별시 무과에 을과 14위로 급제하였다. 당시 별시에 선발된 인원은 갑과(1명), 을과(32명), 병과(118명)로 총 151명이다. 무과 과거시험은 통상적으로 무관의 길에 들어선 전현직 관리가 상위 관직에 진출하기 위하여 함께 시험을 보기 때문에 이완(李莞)의 급제 등수는 숙부인 이순신(李舜臣)과 같이 낮은 편이라 평가할 수 없다.
강민공 이완(李莞)은 선조 37년(1604) 무과 출신으로 통상적으로 문과 출신들이 보직되는 충청도 남포현감에 부임하여 지방관으로 행정실무를 경험하였는데 광해 즉위년(1608) 8월 21일 충청도 암행어사의 서계로 옷감 한벌을 내려 받았다. 다만 오랫동안 고착화된 방납의 폐단을 바로 잡지 못하여 이듬해인 광해 1년(1609) 7월 27일 사헌부의 건의로 파직되었다.
```
남포 현령(藍浦縣令) 이완(李莞)은 관직 생활이 형편없어 오로지 자신을 살찌우는 것만 일삼아, 모리배들과 결탁해 대소의 공물(貢物)을 모두 방납(防納)하도록 허락하고는 민간에서 갑절로 징수하고 있습니다. 이에 백성들의 원망이 길에 가득해 보고 듣는 사람들이 모두 놀라워하고 있습니다. 파직을 명하소서."
```

광해군 10년(1618) 평양 중군이었던 강민공 이완(李莞)에 대한 비변사의 보고를 보았을 때 무관으로서의 능력은 출중하였다.
```
"〈평양성(平壤城)을 지키는 일을 중군(中軍)에게 전담시킬 것인지 아니면 무장으로 종2품 관원을 차송(差送)해야 할 것인지 의논해 처리하라고 분부하셨습니다.〉 평양의 중군 이완(李莞)은 연소하면서도 재주가 있고 게다가 사졸의 마음까지 얻고 있으니 이런 인물은 쉽게 얻을 수가 없습니다. 그러나 직질(職秩)이 낮은 듯하고 명호(名號)도 중하지 못하니 위급할 때 성을 지키는 책임을 전적으로 이 사람에게 위임할 수는 없습니다. 상께서 분부하신 대로 종2품 무장 중에서 재략과 용력이 있는 자를 특별히 골라 별장(別將)이라는 이름으로 내려보낸 뒤 순찰사의 지휘를 받아 성을 지키도록 책임지우는 것이 마땅하겠습니다. 감히 아룁니다."
```

인조 2년(1624) 강민공 이완(李莞)은 의주부윤이 되었는데 당시 의주지역은 광해군 14년(1622) 광해군이 명군 모문룡이 철산의 가도에 주둔하는 것을 허락하면서 명군과 난민 1만여 명이 이곳에 머물러 있었다. 이들은 부족한 식량을 조선 군에 강요하고 때로는 도적질과 약탈을 하며 백성들을 살해하는 등 행패를 부렸다. 또한 지역 내에는 간첩들이 활동하는 등 전쟁이 곧 일어날 것이라는 흉흉한 소문이 있었다. 이에 인조는 적임자인 이완(李莞)의 인사와 함께 인견하였다.
```
상이 이르기를, "의주는 서쪽 지방의 중요한 지역인데 요즘 들어 부윤이 자주 바뀌어 이미 형편없는 고을이 되어버렸다. 이 고을의 소임은 경이 아니면 안 되니, 유비(柳斐)처럼 일을 내지 말도록 하라."
```

```
하니, 이완이 대답하기를, "신은 재지(才智)가 천박해서 감당하지 못할까 두렵습니다. 가장 대처하기 어려운 일은, 강에 얼음이 언 뒤 또 임반(林畔)의 변 같은 일이 있을 경우 나가서 싸우고 싶어도 성을 비우게 되는 것이 걱정스럽고 출전하지 않으면 필시 한인(漢人)들의 의심을 받게 되리라는 점입니다. 묘당으로 하여금 좋은 계책을 의정(議定)토록 하여 감사나 접반사로 하여금 미리 모장(毛將)에게 통고하게 하는 것이 어떻겠습니까?"(이하생략)
```

의주지역은 강민공 이완(李莞)이 부임하기 전부터 전란의 위협이 고조되고 있었으며 명나라 모문룡의 철산 가도 주둔으로 군민이 고통받고 있었다. 인조 3년(1625) 조선왕조실록을 참고하면 의주부윤이었던 강민공 이완(李莞)은 간첩을 잡아 도독부에 올리기도 하고 창고의 곡식 수백석을 호궤하여 덕의(德意)를 보이기도 하였다. 다만 모문룡의 부하들이 군민을 유린하는 것에는 형장을 사용하여 문제가 되었는데 명나라와의 관계 악화를 우려한 조선 조정에 의하여 자급(資級)이 정령(政令)한 등급을 깎아 내려지기도 하였다.
인조 5년(1627) 음력 1월 13일 정묘호란시 강민공 이완(李莞)의 활약상은 조선왕조실록에 다음과 같이 묘사되어 있으며 숙부인 충무공 이순신, 종형제 이면(李葂), 종형제 이훈(李薰)처럼 종형제 이신(李藎)과 함께 장렬히 전사한다.
```
의정부의 장계에 의하면 ‘금년 정월 17일 평안도 도순찰사(平安道都巡察使) 윤훤(尹暄) 등 여러 장관이 잇따라 보낸 치계에 의거하건대 「이달 13일 4경에 노적(奴賊) 3만여 기(騎)가 갑자기 의주(義州)를 습격하여 수구문(水口門)으로 들어와 수문장을 죽이고 몰래 성 안으로 들어왔으므로 군문(軍門)에서는 적군이 온 줄을 깨닫지 못했다. 본진(本鎭)의 절제사(節制使) 이완(李莞)이 급히 나아가 방어하면서 통판(通判) 최몽량(崔夢亮) 및 수하 장관들과 함께 아침까지 전투하여 적병을 많이 죽였으나 중과 부적으로 버틸 수 없었다. 이완·최몽량 등은 적에게 굴복하지 않고 끝까지 항전하다가 함께 죽었고 대소 장관과 수만의 민병(民兵)들도 남김없이 도륙당하였다.
```

덕수이씨는 37개의 파계로 분류된다. 과거 정정공 이변(李邊)의 후손들은 정정공파 파계로 분류되었으나 후손이 늘어 남에 따라 정정공 이변(李邊)의 후손들은 5개(함종공파, 참판공파, 율리공파, 충무공파, 판관공파)의 파계로 분류되는데 강민공(剛愍公) 이완(李莞)의 덕수이씨 파계는 병조참판에 증직된 아버지 이희신(李羲臣, 1535~1587)을 따라 참판공파로 분류가 된다. 따라서 강민공파는 없으며 참판공파 예하의 강민공파 종친회로 불린다.
부인인 정부인(貞夫人) 파평윤씨(坡平尹氏)와의 슬하에 자녀가 없어 종형제 이봉(李菶)의 차남 이지연(李之衍)이 계자(양자)로 대를 이었으며 현존하는 강민공(剛愍公) 이완(李莞)의 후손은 숙부인 율리공 이요신(李堯臣)의 직계 후손이기도 하다.

## 가족 관계
- 증조부 : 이백록(李百祿), 선교랑 평시서 봉사
- 증조모 : 초계 변씨(草溪卞氏), 변성(卞誠)의 딸
  - 조부 : 증 좌의정 덕연부원군(德淵府院君) 이정(李貞, 1511~1583)
  - 조모 : 증 정경부인 초계 변씨(草溪卞氏, 1515~1597) - 변수림(卞守琳)의 딸 
    - 부 : 이희신(李羲臣, 1535~1587), 증 병조참판
    - 모 : 증 정부인 진주 강씨(晉州姜氏), 강세온(姜世溫)의 딸
      - 형 : 이뢰(李蕾, 1561~1648), 찰방
      - 형 : 이분(李芬, 1566~1619), 병조정랑
      - 형수 : 숙인 전주이씨(全州李氏), 이의남(李義男)의 딸
      - 형 : 이번(李蕃, 1575~1668), 효릉참봉
      - 형수 : 전주이씨(全州李氏), 이여경(李餘慶)의 딸
        - 조카 : 이후성(李後晟)

      - 본인 : 이완(李莞, 1579~1627), 충신증자헌대부병조판서겸지의금부사행가선대부의주부윤의주진병마첨절제사(忠臣贈資憲大夫兵曹判書兼知義禁府事行嘉善大夫義州府尹義州鎭兵馬僉節制使), 시호 강민(剛愍), 정묘호란 전사
      - 부인 : 정부인(貞夫人) 파평윤씨(坡平尹氏)
        - 장남 : 이지연(李之衍, 生父  이봉(李菶))

    - 숙부 : 이요신(李堯臣, 1542~1580), 증 호조참판동의금부사
      - 종형 : 이봉(李菶, 1563~1650), 선무원종공신 2등, 경상도병마절도사겸 오위도청부 부총관, 평안도병마절도사, 포도대장, 삼척포첨사
      - 종형 : 이해(李荄, 1566~1645), 선무원종공신 2등, 훈련원주부

    - 숙부 : 이순신(李舜臣, 1545~1598), 효충장의적의협력선무공신 덕풍부원군(德豐府院君) 증(贈) 좌의정, 가증(加贈) 영의정, 시호 충무(忠武)
      - 종형 : 이회(李薈, 1567~1625) 선무1등공훈, 훈련원 첨정, 증 승정원 좌승지
      - 종형 : 이예(李䓲, 1571~1631) 형조정랑, 증 승정원 좌승지
      - 종형 : 이면(李葂, 1577~1597) 증 이조 참의, 정유재란시 왜군과 교전 중 전사
      - 종형 : 이훈(李薰, 1574~1624) 무과, 증 병조참의, 이괄의 난 진압 중 전사
      - 종형제 : 이신(李藎, 미상~1627) 무과, 증 병조참의, 정묘호란시 종형제 이완과 함께 전사

    - 숙부 : 이우신(李禹臣, 미상), 참봉

## 문헌
莞 字悦甫 一五七九年宣祖己卯四月十一日生 一五九九年 宣祖己亥 武科 嘉善大夫義州府尹 兼義州鎮管兵馬節制使 年十九隨叔父忠武公討倭立功 一六二四年仁祖甲子 以忠清兵使討平李适亂陞資移義州 一六二七年 仁祖丁卯 胡亂力戰中 正月十四日死之 亨年四十九 贈資憲大夫兵曹判書兼知義禁府事五衛都摠府都悤管 諡「剛」「愍」公 守義不屈曰剛 使民悲傷曰愍命 旌間 配享于牙山顯忠祠命不祧之典 墓龍仁郡水枝面古基里道德洞庚坐 有表石 配貞夫人坡平尹氏 父尹僖 坡山府院君之任 五世孫一五八一年辛巳生▶一六六0年庚子十 月二十日卒▶墓袝